# Edward Angle
Edward Hartley Angle (1 de juny de 1855 – 11 d'agost de 1930) va ser un odontòleg nord-americà, àmpliament considerat com el pare de l'ortodòncia americana. Es va formar com a odontòleg general, però va convertir l'ortodòncia en la seva especialitat i va dedicar la seva vida a estandarditzar-ne l'ensenyament i la pràctica. Va fundar l'Escola d'Ortodòncia d'Angle (Angle School of Orthodonthia) a Saint Louis, així com d'altres escoles situades a diferents regions dels Estats Units.

## Biografia
Era el fill de Philip Casebeer Angle i Isabel Erskine Angle, i va néixer a Herricks, Nova York. Va ser el cinquè de set germans. Durant la seva infantesa va demostrar el seu talent per treballar amb eines i maquinària de manera precoç, fins i tot el rampí de palla. La formació secundària la va fer a Canton, Pennsilvània. Abans de matricular-se a la facultat d'odontologia, va treballar per un dentista local entre els anys 1874 i 1876. Va estudiar a la Facultat d'Odontologia de Pennsilvània (Pennsylvania College of Dental Surgery) i finalment va esdevenir odontòleg l'any 1878. Poc temps després de la seva graduació, va començar a treballar a la ciutat de Towanda, Pennsilvània. L'any 1881, va desenvolupar un problema respiratori crònic que el va obligar a traslladar-se a Minnesota durant uns mesos. Tan aviat com la seva salut va millorar, va tornar a Pennsilvània, però finalment es va mudar a Montana, on va obrir un negoci de cria d'ovelles juntament amb el seu germà gran Mahlon. El 1882, després que totes les ovelles del seu ranxo morissin durant l'hivern, es va mudar a Minneapolis. Es va casar amb Florence A. Canning el març de 1887, amb la qual va tenir una filla que van anomenar Florence Elizabeth Angle. L'any 1904 va exercir com a President de la secció d'ortodòncia del quart Congrés Internacional d'Odontologia (International Dental Congress) a Saint Louis.
L'any 1908, i després de divorciar-se de la seva primera dona, es va casar amb Anna Hopkins a Saint Louis. Abans de casar-se amb el dr. Angle, Anna havia obtingut el seu diploma d'odontòloga a la Facultat d'Odontologia de la Universitat d'Iowa el 1902. L'any 1908 el matrimoni es va traslladar a Larchmont, Nova York, on el dr. Angle impartia un curs de 6 setmanes a la seva pròpia escola. Finalment, l'any 1911 es va traslladar a New London, Connecticut, a una casa d'estil Tudor situada al número 58 de Bellevue Place, la qual va encarregar a un gran arquitecte de New London, Dudley St. Clair Donnelly. Angle va seguir ensenyant a New London durant un temps, però per problemes de salut es va veure obligat a marxar a Pasadena, Califòrnia. Finalment, l'any 1917 va obrir la seva escola a una casa, també d'estil Tudor, dissenyada pel mateix arquitecte, aquesta vegada situada a Pasadena.

## Inici de la carrera professional
El 1886, va ocupar un càrrec com a professor d'anatomia comparativa i ortodòncia a la Universitat de Minnesota. Al mateix temps, va mantenir la seva pràctica privada d'odontologia a Minneapolis. L'interès inicial d'Angle era la prostodòncia, i per aquesta raó, va donar classes d'aquesta disciplina a les facultats d'odontologia de Pennsilvània i Minnesota durant la dècada de 1880. L'any 1887, va publicar un article de 14 pàgines en un llibre de text escrit per Loomis Haskell. Amb el temps, aquest article es va considerar com la seva primera edició de les set edicions posteriors que publicaria del seu famós llibre. El 1888 va ser escollit President de la Societat d'Odontologia de la ciutat de Minneapolis (Minneapolis City Dental Society), i posteriorment, el 1890, va publicar la segona edició del seu llibre. Va renunciar al seu càrrec de professor a la Universitat de Minnesota i va limitar la seva pràctica professional de manera oficial a l'ortodòncia. L'any 1892, va publicar la tercera edició del seu llibre de text titulat El sistema Angle de regulació i contenció de dents (en anglès, The Angle system of regulation and retention of teeth). La quarta edició, El sistema Angle de regulació i contenció de dents i tractament de fractures de maxil·lars (The angle system of regulation and retention of teeth and treatment of fractures of maxillae), es va publicar l'any 1895. Al cap d'uns anys es va mudar a Saint Louis, Missouri, amb la seva família i la seva ajudant, Anna Hopkins, la qual havia contractat l'any 1892. Més tard va obtenir el títol de medicina al Marion Sims College l'any 1897.
Des de l'any 1892 fins al 1898 va ser professor d'ortodòncia a la Facultat d'Odontologia de la Universitat del Nord-oest (Northwestern University Dental School), i entre 1886 i 1899 també va ser professor d'ortodòncia a la Facultat de Medicina del Marion Sims College. Entre 1897 i 1899 va donar classes, també d'ortodòncia, al departament de medicina de la Universitat de Washington. L'any 1900 va publicar la sisena edició del seu llibre.

## Ortodòncia
El novembre de 1899 va donar un curs de postgrau sobre ortodòncia a la seva clínica de Saint Louis, després del qual els seus estudiants el van animar a crear una escola per a ensenyar ortodòncia. L'any 1900 va fundar l'Escola Angle d'Ortodòncia a Saint Louis, Missouri, on va establir formalment l'ortodòncia com a especialitat. Va ser gràcies a Angle que l'especialitat de l'ortodòncia va rebre un nou impuls. Va crear el terme maloclusió per a referir-se a les anomalies de la posició de les dents i va classificar diverses anomalies dentals i maxil·lars. També va inventar aparells i diverses tècniques quirúrgiques per a tractar-les. Angle va estandarditzar diferents dispositius en una sèrie de llibres i pamflets, en els quals també va incloure un article propi, El tractament de la maloclusió de les dents i de les fractures maxil·lars: El sistema Angle (en angles, Treatment of Malocclusion of the Teeth and Fractures of the Maxillae: Angle's System). El seu interès creixent per l'oclusió dental i pel tractament necessari per obtenir una oclusió normal el va conduir directament al desenvolupar l'ortodòncia com a especialitat, amb ell mateix com a pare de l'ortodòncia moderna. El desenvolupament de la classificació de la maloclusió d'Angle durant la dècada de 1890 va ser un pas importantíssim en l'avenç de l'ortodòncia, perquè no només classificava els principals tipus
de maloclusió, sinó que també incloïa la primera definició clara i simple d'oclusió normal en una dentició natural.
Angle es preocupava tant per la funcionalitat de l'ortodòncia, com per la seva estètica. Per aquest motiu, va col·laborar amb l'artista i professor d'art Edmund H. Wuerpel, en l'aplicació del component estètic al seu camp. L'artista i el dentista van col·laborar durant molts anys i Wuerpel donava conferències de manera freqüent a petició d'Angle, tant a Saint Louis com a Pasadena.
The Angle Orthodontist, creada l'any 1930, és la publicació oficial de la Societat d'Ortodòncia d'Edward H. Angle, la qual es va establir l'any 1922. La Fundació d'Educació i Recerca d'E.H. Angle (The EH Angle Education and Research Foundation Inc.) és qui la publica bimensualment, els mesos de gener, març, maig, setembre. L'any 1901 Angle també va fundar la societat d'ortodontistes, la qual més tard va esdevenir la Societat Americana d'Ortodòncia.
Edward Angle té 46 patents al seu nom.

## Aparells

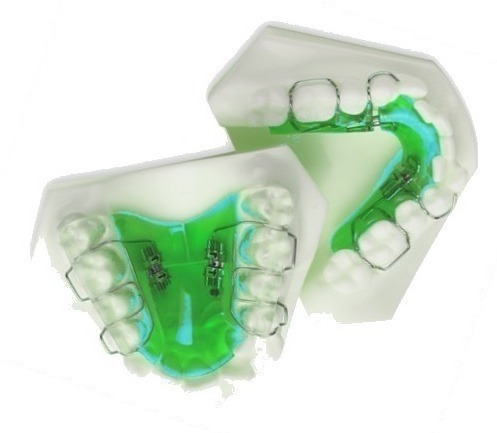
Expansors dentals amovibles superiors i inferiors

L'arc d'expansió E (1907), del qual n'hi havia dos tipus: el bàsic i el corbat. Aquest aparell només permetia petits moviment mesiodistals de l'arrel de les dents i proporcionava un control prou deficient de la posició de les dents a nivell individual.
L'aparell Pin and Tube (1910), que significa subjecció i tub, consistia en unes bandes d'or i platí i tenien s'enganxaven a totes les dents. Aquestes bandes tenien uns tubs verticals soldats, a través dels quals es passava un ganxo per aconseguir el moviment de les dents. Amb aquest aparell, però, era complicat aconseguir que les arrels s'alineessin i rotessin. A més, els ganxos s'havien de canviar i soldar de nou a cada visita.
L'aparell Ribbon Arch (1915), o arc de banda, el va crear després del Pin and Tube. Aquest dispositiu consistia en un ganxo vertical soldat a una banda. Aquest dispositiu feia possible la rotació. Raymond Begg va partir d'aquest aparell per a crear la seva tècnica de filferro fi.
L'Edgewise Appliace (1925), o aparell de vora, consistia en bràquets idèntics per a totes les dents i permetia el moviment de les dents en els 3 plans de l'espai a través de la incorporació de plecs a l'arc rectangular. Aquest era un dels desavantatges del model anterior. L'arc es fixava dins la ranura del bràquet mitjançant lligadures metàl·liques. En aquest aparell, la ranura del bràquet es va canviar de posició vertical a horitzontal. Per tant, el bràquet era prou ampli a nivell mesiodistal i la mida de ranura era de .55 x .71 mm. Aquests bràquets se'ls anomenà inicialment open face (cara oberta) o tie brackets.
L'Edgewise bracket va ser donar lloc posteriorment al Bràquet d'amplada única, el Bràquet siamès, el Bràquet Lewis, el Bràquet Steiner i el Bràquet Broussard.

## Mort
Angle va morir l'any 1930 a Santa Monica a l'edat de 75 anys, a causa d'una insuficiència cardíaca. Va ser enterrat al cementiri Mountain View Cemetery a Altadena, Califòrnia.